# Total Recall (film din 2012)
Total Recall. Memorie programată (în engleză Total Recall) este un film SF din 2012, regizat de Len Wiseman. Filmul a avut premiera la 3 august 2012. Scenariul este realizat de Kurt Wimmer, Mark Bomback și James Vanderbilt pe baza nuveletei științifico-fantastice Amintiri garantate scrisă de autorul Philip K. Dick. În film interpretează actorii Colin Farrell, Kate Beckinsale, Bryan Cranston și Jessica Biel.

## Prezentare
În timp ce statele Euromerica și Noul Shanghai se luptă pentru supremație în viitorul îndepărtat, un simplu muncitor care suferă de coșmaruri violente (Farrell) începe să suspecteze că el este un spion a cărui memorie și personalitate au fost șterse și înlocuite, deși el nu este conștient de care parte a baricadei se găsește și nici cât de importante sunt amintirile sale pierdute.

## Distribuție
- Colin Farrell – Doug Quaid, un simplu muncitor care suferă de sranii și violente coșmaruri[1]
- Kate Beckinsale – Lori, soția lui Quaid[2]
- Jessica Biel – Melina, o prostituată care poate avea legături cu trecutul lui Quaid[2]
- Bill Nighy –  Kuato, un lider rebel euromerican[3]
- Bryan Cranston –  Vilos Cohaagen, un puternic lider corporativ și principalul antagonist[4]
- John Cho – McClane, un reprezentant suav al companiei futuriste care îi oferă lui Quaid șansa de a experimenta o aventură imaginată[5]
- Bokeem Woodbine –  Harry, cel mai bun prieten al lui Quaid
- Ethan Hawke –  un om de știință euromerican[6][7]
- Steve Byers – Henry Reed